# Muž z prvního století
Muž z prvního století je česká filmová satirická sci-fi komedie natočená režisérem Oldřichem Lipským v roce 1961. Do kin byl film uveden na jaře roku 1962.

## Děj
Někdy v druhé půli 20. století se chystá start první české kosmické lodi. Poslední úpravy v ní provádí čalouník Josef (hraje jej Miloš Kopecký) a omylem loď odstartuje. Doletí k planetě Modrá hvězda a s obyvatelem planety Adamem (Radovan Lukavský) se oba vrátí na Zem, kde uběhlo 600 let. Josef se projeví jako přízemní sobec typický pro roky výroby filmu a skončí proto na psychiatrii. Odtud uprchne a s pomocí neviditelného Adama se v lodi vrátí do své doby (první století po letu Sputniku), kam svou povahou patří.

## Obsazení
| Miloš Kopecký    | čalouník Josef                          |
| Otomar Krejča    | akademik z výzkumného ústavu            |
| Radovan Lukavský | mimozemšťan Adam, obyvatel Modré hvězdy |
| Anita Kajlichová | psychiatrička Eva [mluví Běla Jurdová]  |
| Vít Olmer        | inženýr Petr                            |
| Lubomír Lipský   | zařizovač v objednávárně                |
| Vladimír Hlavatý | ředitel Strakonických raketáren         |
| Josef Hlinomaz   | mistr závodu                            |

Dále hrají: Drahoslava Landsmanová (barmanka v beztížárně, mluví Helena Růžičková), Vladimír Menšík (Evald, muž v baru-beztížárně), Zdeněk Řehoř (pracovník kosmické kontroly), Bohumil Švarc (astronaut-kapitán), Miloš Zavřel (pracovník kosmické kontroly), Anna Pitašová (ošetřovatelka), Bohumil Černohous (astronaut), Miroslav Abrahám (muž v řídícím středisku), Zlata Adamová (účastnice konference), Eva Cedlová (milenka), Karel Hábl (milenec), Jana Lichtenbergová (dívka stroj/dívka v beztížárně), Karel Peyr (zástupce Numerinu, střediska matematických věd), Vojta Plachý-Tůma (muž z Marsu), Frank Towen (muž z Měsíce), Vladimír Linka (redaktor), Helena Růžičková (redaktorka), František Šeba (redaktor), Vladimír Navrátil (muž v řídícím středisku), Rudolf Wolf (organizátor), František Miroslav Doubrava (reportér u startu), Bohumil Vích (filmař), Zdeněk Týle (delegát u startu), Aja Farkačová (host v beztížárně), Jiří Růžička st. (host v beztížárně/zívající muž), Rudolf Vodrážka (muž v kombinéze), Jiří Šrámek (komentář)

## Ocenění
Film získal na Festivalu českých a slovenských filmů v Košicích roku 1962 Cenu za veselohru a téhož roku i Cenu Československé kritiky.

## Návštěvnost
- Od své premiéry v březnu 1962 až do 31. prosince 1987 vidělo film v českých kinech v rámci 6 953 představení celkem 1 119 011 diváků.[1]
- Od své premiéry v březnu 1962 až do 30. června 1990, kdy byl vyřazen z distribuce, vidělo film v českých kinech v rámci 7 040 představení celkem 1 120 997 diváků.[2]

## Zajímavosti
Film měl pracovní název Zavinil to Einstein a režisér Lipský příběh pojal jako veselohru. Postavy lidí z budoucnosti působí všedně a za nedotažený je považován i celý motiv. Byl kladně hodnocen herecký výkon Miloše Kopeckého, vlažný byl Radovan Lukavský. Zahrála si zde
Anita Kajlichová, tehdy známá z televizního pořadu 10x odpověz.